# Actrices (film, 1996)
Pour les articles homonymes, voir Actrices.
Pour plus de détails, voir Fiche technique et Distribution.
Actrices (titre original : Actrius) est un film espagnol réalisé par Ventura Pons, sorti en 1996.
Ce film présente la particularité de ne compter aucun acteur masculin à son générique et les quatre actrices protagonistes sont doublées pour la version en castillan.

## Synopsis
Pour préparer le rôle d'une ancienne actrice connue, une étudiante de théâtre (jouée par Mercè Pons) interroge trois grandes actrices: une diva internationale (Glòria Marc, jouée par Núria Espert), une star de la télévision (Assumpta Roca, jouée par Rosa Maria Sardà) et une directrice de doublage (Maria Caminal, jouée par Anna Lizaran).

## Fiche technique
- Titre français : Actrices
- Titre original : Actrius
- Réalisation : Ventura Pons
- Scénario : Josep Maria Benet i Jornet
- Producteur : Ventura Pons
- Photo : Tomàs Pladevall
- Musique : Carles Cases
- Montage : Pere Abadal
- Durée : 100 min | France : 90 min
- Pays :  Espagne
- Langue : Catalan
- Format : Couleur
- Date de sortie :
  - Espagne : 17 janvier 1997

## Distribution
- Núria Espert : Glòria Marc, la diva internationale
- Rosa Maria Sardà : Assumpta Roca, la star internationale
- Anna Lizaran :  Maria Caminal, la directrice de doublage
- Mercè Pons : l'étudiante